# Friedrich Rittinger

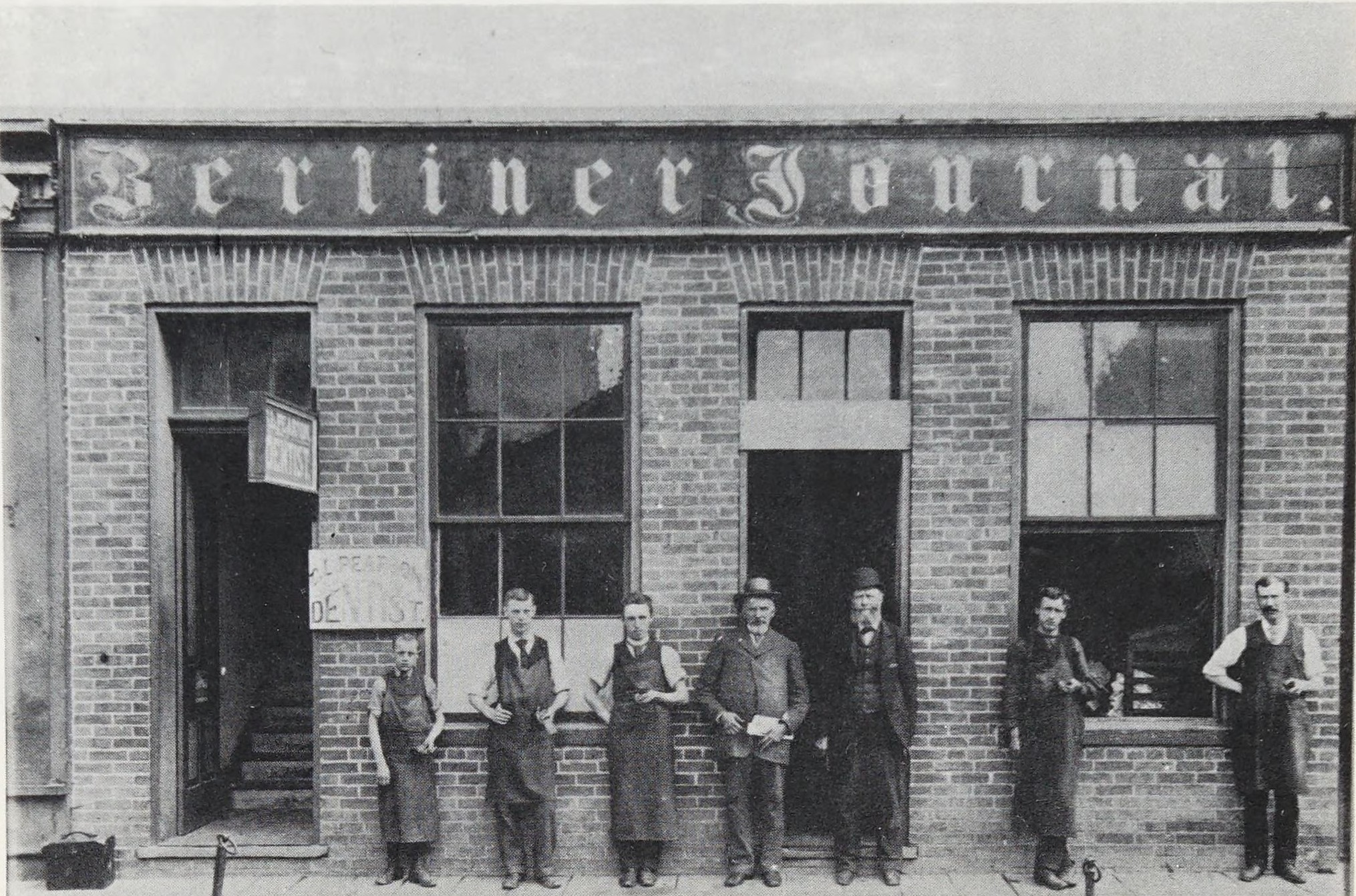
Die Redaktion des Berliner Journals um 1895

Friedrich Rittinger (* 6. Dezember 1833 in Michelbach, Großherzogtum Baden; † 12. Oktober 1897 in Kitchener (Ontario), Kanada) war Herausgeber des Berliner Journals.

## Leben
Friedrich Rittinger kam 1847 mit 14 Jahren zusammen mit seinem Vater und drei Geschwistern nach Kanada. 1859 gründete er in Berlin (Ontario) mit John Motz das Verlagshaus „Rittinger & Motz“. Die Firma publizierte und druckte eine Reihe von Zeitungen, beginnend mit dem wöchentlich erscheinenden Berliner Journal. Es erschien von 1859 bis 1899 und galt als führende deutschsprachige Zeitung in Kanada.
Ein Sohn von Friedrich Rittinger war der Herausgeber und Humorist John Adam Rittinger (1859–1915).